# Domaine de Shichinohe
Le domaine de Shichinohe (七戸藩, Shichinohe-han) est un domaine féodal tozama daimyo de la période Edo situé dans la province de Mutsu, Honshū. Son territoire était à peu près équivalent à la superficie couverte par la ville moderne de Shichinohe, préfecture d'Aomori. Il était également appelé le « domaine de Nitta Morioka (盛岡新田藩) ».

## Histoire
Le domaine de Shichinohe est un sous-domaine du domaine de Morioka, fondé en 1819 pour Nobuchika Nambu, descendant à la cinquième génération de Masanobu Nambu, frère cadet du cinquième daimyo du domaine de Morioka, Yukinobu Nambu. Masanobu avait reçu des terres d'une valeur de 5 000 koku dans ce qui est plus tard devenu le district de Ninohe. Son descendant à la cinquième génération se vit attribuer 6 000 koku supplémentaire par le onzième daimyō du domaine de Morioka, ce qui permit à ses revenus de dépasser le seuil de 10 000 koku pour devenir daimyo. Le domaine de 11 000 koku existait essentiellement sur papier dans la mesure où son daimyō vivait en permanence à Edo et dirigeait le domaine via un karō.
En tant que domaine subsidiaire, le domaine ne possédait pas son propre château mais était gouverné à partir d'un jin'ya bien que ses dirigeants avaient l'honneur d'être considérés comme châtelains.
Durant la guerre de Boshin de la restauration Meiji, Nobutami Nambu, le troisième daimyō, s'associa à l'Ōuetsu Reppan Dōmei et combattit contre les forces pro-impériales du domaine de Hirosaki à la bataille de Noheji. Il fut en conséquence contraint à la retraite par le gouvernement de Meiji et les revenus du domaine de Shichinohe furent diminués de 1 000 koku. Nobukata Nambu, son successeur, devint gouverneur en 1869 et, en octobre de cette même année, les paysans du domaine se révoltèrent. En juillet 1871, à l'occasion de l'abolition du système han, le domaine de Shichinohe devint la préfecture de Shichinohe et fut intégré dans la préfecture nouvellement créée d'Aomori en septembre 1871. Nobukata Nambu se vit plus tard accorder le titre de vicomte (shishaku) dans la pairie kazoku.

## Liste des daimyos
- Clan Nambu (tozama daimyo) 1819-1871

|   | Nom                       | Dates     | Titre            | Rang                    | Revenus     |
| - | ------------------------- | --------- | ---------------- | ----------------------- | ----------- |
| 1 | Nobuchika Namu (南部信鄰) | 1819-1821 | Harima-no-kami   | 5e inférieur (従五位下) | 11 000 koku |
| 2 | Nobunori Nambu (南部信誉) | 1822-1862 | Tamba-no-kami    | 4e inférieur (従四位下) | 11 000 koku |
| 3 | Nobutami Nambu (南部信民) | 1862-1868 | Mimasaku-no-kami | 5e inférieur (従五位下) | 11 000 koku |
| 4 | Nobukata Nambu (南部信方) | 1868-1871 | ?                | 5e inférieur (従五位下) | 11 000 koku |
|   |                           |           |                  |                         |             |